# Новое Дракино
Новое Дракино — село, расположенное в Ковылкинском районе Республики Мордовия. В настоящее время в селе проживает около 200 человек мордовской национальности (мокша). В селе находятся несколько родников с питьевой водой, которые дают начало речки, разделяющая Заречную и Центральную улицы села. Речка впадает в реку Сеитьма, являющаяся притоком реки Исса, которая затем впадает в реку Мокша.
Село образовано в XVI веке после взятия русскими войсками Казани и покорения Казанского ханства мордвой-мокша, которые переселились из лесов, расположенных на границе Темниковского района Республики Мордовия и Арзамасского района Нижегородской области. Своё название село Новое-Дракино предположительно получило от оврага Драка, расположенного рядом. До 2010 года село входило в Стародракинское сельское поселение, а в настоящее время входит в Казенно-Майданское сельское поселение.
Улица Центральная длиной около 2 км имеет центральный водопровод, все улицы газофицированы, автодороги с твердым покрытием не имеет, хотя в начале села проходит асфальтированная автодорога до райцентра г. Ковылкино, до которой 32 км пути.
В настоящее время основным занятием жителей села является развитие приусадебных участков, после чего продукцию (молоко, творог, сметану, масло, ягоды) привозят на реализацию рынок г. Ковылкино. Леса и лесопосадки в основном смешанные и сосновые дают большой урожай грибов, сбор которых дает жителям села большой плюс в домашнем хозяйстве.
В 2012 году по ул. Центральная произведены работы по асфальтировке автодороги длиной 1200 метров, остальная часть улицы протяжённостью 800 м местной властью включена в последующий план работ.
В селе на 2013 год постоянно в 60 дворах проживало около 120 человек. В последнее время жители стали приводить свои дома в порядок, застраивать и благоустраивать.